# Louis Friedrich Sachse
Louis Friedrich Sachse (* 12. Juli 1798 in Berlin; † 29. Oktober 1877 ebenda) war ein deutscher Lithograf, Verleger, Daguerreotypist und Kunsthändler.

## Leben
Louis Friedrich Sachses Vater war Johann Christoph Ambrosius Sachse, ein Perückenmacher aus Dessau. Louis Friedrich Sachse erlangte 1815 das Abitur und war 1825 Lehrling am Königlich Lithographischen Institut in Berlin. 1827 erfolgte eine Ausbildung im lithographischen Institut Knecht, Senefelder et Cie. in Paris und bei Alois Senefelder in München. 1828 eröffnete er das lithographische Institut „L. Sachse & Co“ in Berlin sowie einen Verlag und Handel mit deutscher und französischer Graphik. Er war der erste Verleger von Adolph von Menzel und trug wesentlich zum weiteren Werdegang des jungen Künstlers bei. Unter anderem beauftragte er ihn 1832 mit elf Lithografien zur Illustration von Goethes Gedicht Künstlers Erdenwallen, die positiv besprochen wurden und vermutlich zu Menzels Aufnahme in den Verein der jüngeren Künstler Berlins 1834 beitrugen.
Zwischen 1834 und 1861 unternahm Sachse zahlreiche Reisen in die deutschen Länder und ins europäische Ausland (Paris, London, Wien, Brüssel, Prag, Warschau), darunter Parisreisen in den Jahren 1834, 1835 (in Begleitung von Carl Blechen und Philipp Hermann Eichens), 1837, 1838, 1839, 1844, 1846 (in Begleitung von Franz Krüger). Von 1835 an organisierte er regelmäßige Ausstellungen vorzugsweise französischer und deutscher Künstler in seinem Salon.
Nur wenige Wochen nachdem Louis Daguerre in Paris am 19. August 1839 das Patent für die Daguerreotypie offengelegt und auf diese Weise den Beginn der Fotografie dokumentiert hatte, hatte Sachse erstmals dessen Lichtbilder in Berlin präsentiert. Sachse und Daguerre waren zu dem Zeitpunkt länger miteinander bekannt. Louis Sachse wird daher landläufig als derjenige benannt, der die Fotografie in Deutschland einführte. Sachse hat bis 1843 selber „daguerreotypisiert“.
1853 eröffnete Sachse eine permanente Gemäldegalerie in Berlin. Anfang der 1860er Jahre übernahm sein Sohn Louis Alfred Sachse das Geschäft. Nach einem Umzug aufgrund von Platzmangel wurde 1874 die Gemäldeausstellung unter dem Namen „Sachse’s Internationaler Kunst-Salon“ in der Taubenstraße neu eröffnet. Im Jahr darauf musste das Gebäude jedoch aus finanziellen Gründen versteigert werden.